# Preppie!
Preppie! un jeu vidéo d’action développé par Russ Wetmore (en) et publié par Adventure International en 1982 sur Atari 8-bit. La carrière de programmeur de Russ Wetmore débute en 1980 lorsqu’il s’achète un TRS-80 sur lequel il développe ses premiers programmes en BASIC. En 1981, il rencontre Scott Adams qui lui propose un poste dans sa société. Bien qu’il apprécie son nouveau travail, il souhaite également continuer de concevoir ses propres programmes. Après avoir comparé les différents micro-ordinateurs sur le marché, il décide de développer pour l’Atari 8-bit et, pour l’aider, Scott Adams lui prête un Atari 800 en échange de royalties sur son projet de jeu. Avant d’imaginer Preppie!, il étudie de nombreuses idées, dont celle de développer un jeu de flipper. C’est sa femme, Diana, qui lui suggère le thème du jeu à partir duquel il imagine le principe de base de Preppie!. Le jeu reprend le principe du jeu d’action Frogger. A l’aide du joystick, le joueur contrôle un preppy (élève de classe préparatoire à l'université) qui parcourt un country club pour récupérer des balles de golf. Il doit pour cela éviter de nombreux dangers dont des bulldozers, des voiturettes de golf, des lacs, des alligators ou une grenouille géante,. Le jeu bénéficie d’une suite, Preppie! II (1983) dans lequel le joueur contrôle à nouveau un preppy mais cette fois chargé de peindre le sol. Un troisième volet, baptisé Preppies in Space, est également envisagé par Russ Wetmore mais le projet est finalement abandonné.